# Kłodobok (stacja kolejowa)
Kłodobok – nieistniejąca już stacja kolejowa na zlikwidowanej linii kolejowej nr 313 Otmuchów - Przeworno, w miejscowości Karłowice Małe, w województwie opolskim, w powiecie nyskim, w gminie Kamiennik, w Polsce.
| Kłodobok                                      |  |                                  |
| Linia nr 313 Otmuchów - Przeworno (11,752 km) |  |                                  |
| Ogonówodległość: 3,564 km                     |  | Cieszanowice odległość: 6,306 km |